# 1er bataillon de renseignement (États-Unis)
Pour les articles homonymes, voir 1er bataillon.
Le 1er bataillon du renseignement (1st Intelligence Battalion ou 1st Intel) est une unité de renseignement militaire et de contre-espionnage du Marine Corps Intelligence basée au Marine Corps Base Camp Pendleton. Ils fournissent au I Marine Expeditionary Force des informations et des analyses. 

## Mission
Responsable de la planification, de la direction, de la collecte, du traitement, de la production et de la diffusion de renseignements, et de la fourniture d'un soutien de contre-espionnage au Corps expéditionnaire maritime (MEF), aux commandements subalternes majeurs du MEF, aux task forces subordonnées du Marine Air Ground (MAGTF) et à d'autres commandements selon les instructions. 

## Unités subordonnées
- Quartier général
- Compagnie de production et d'analyse
- Compagnie de contre-espionnage / d'intelligence humaine
- Compagnie de soutien à la production et à l'analyse
- Compagnie de contre-espionnage / de soutien au renseignement humain

## Récompenses pour l'unité
Une citation ou une mention élogieuse est une récompense décernée à une unité pour l'action citée. Les membres de l'unité qui ont participé à ces actions sont autorisés à porter sur leur uniforme la citation de l'unité attribuée. Le 1er Bataillon du renseignement a reçu les décorations suivantes : 
| Ruban | Prix unitaire                                            |
|       | Presidential Unit Citation                               |
|       | Joint Meritorious Unit Award                             |
|       | Navy Unit Commendation                                   |
|       | Meritorious Unit Commendation                            |
|       | National Defense Service Medal avec une étoile de bronze |
|       | Armed Forces Expeditionary Medal                         |
|       | Southwest Asia Service Medal                             |
|       | Iraq Campaign Medal                                      |
|       | Global War on Terrorism Expeditionary Medal              |
|       | Global War on Terrorism Expeditionary Medal              |